# Phyllosticta ulmaria
Phyllosticta ulmaria är en svampart som beskrevs av Pass. 1891. Phyllosticta ulmaria ingår i släktet Phyllosticta och familjen Botryosphaeriaceae.   Inga underarter finns listade i Catalogue of Life.